# Парк ім. Котляревського
Парк ім. Котляре́вського — парк-пам'ятка садово-паркового мистецтва місцевого значення в Україні. Розташований на південь від центральної частини Полтави, між вулицями Європейською, Раїси Кириченко та Остапа Вишні. 
Площа парку 5 гектарів. Статус присвоєно згідно з рішенням облвиконкому від 24.12.1970 року № 555 (як пам'ятка природи); від 20.06.1972 року № 242 (як ППСПММЗ) та від 22.11.1984 року № 453. Перебуває у віданні КП «Декоративні культури» Полтавської міської ради. 
Статус присвоєно для збереження мальовничого парку, закладеного 1936 року на місці колишнього кладовища. 

## Галерея

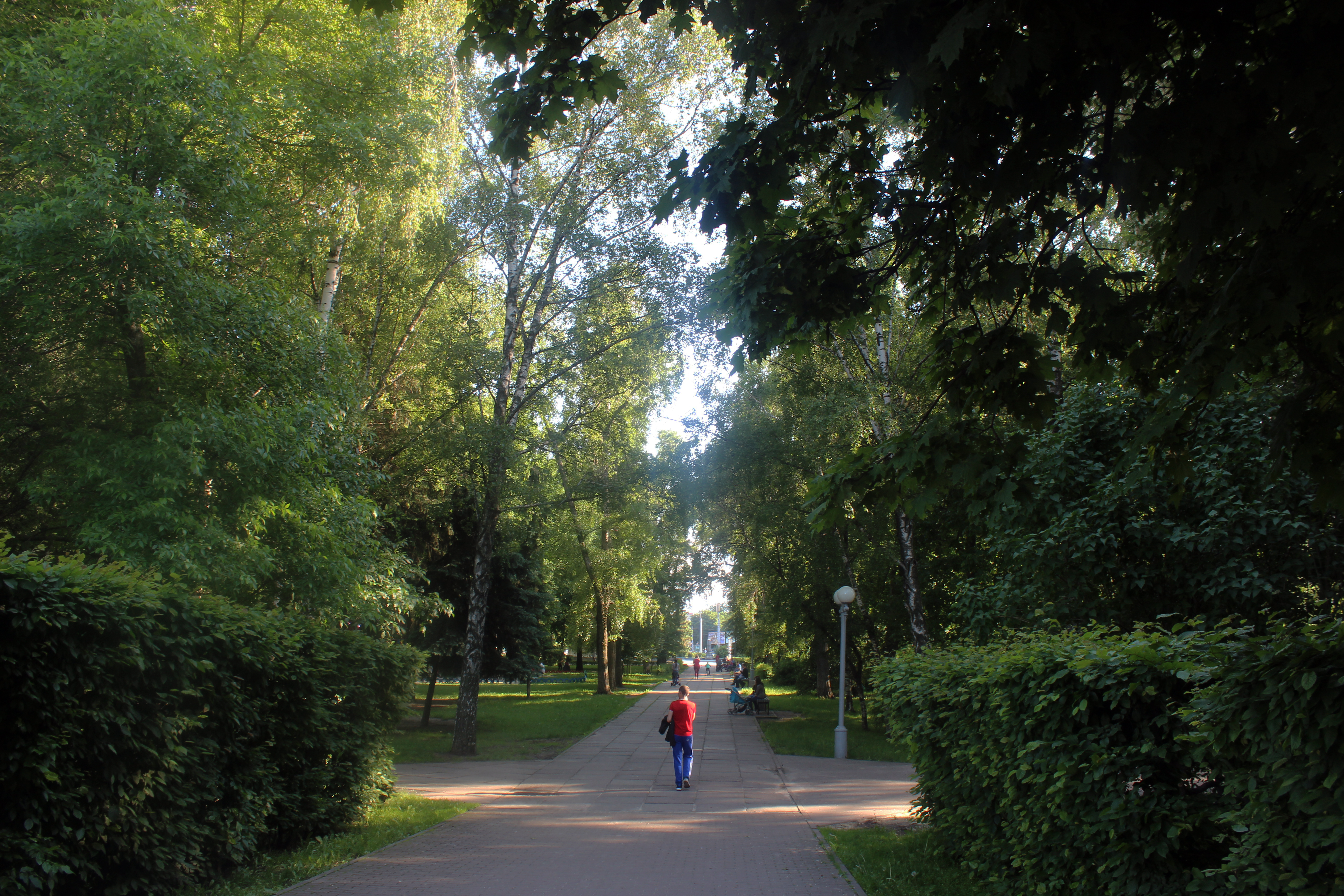
Алея в парку
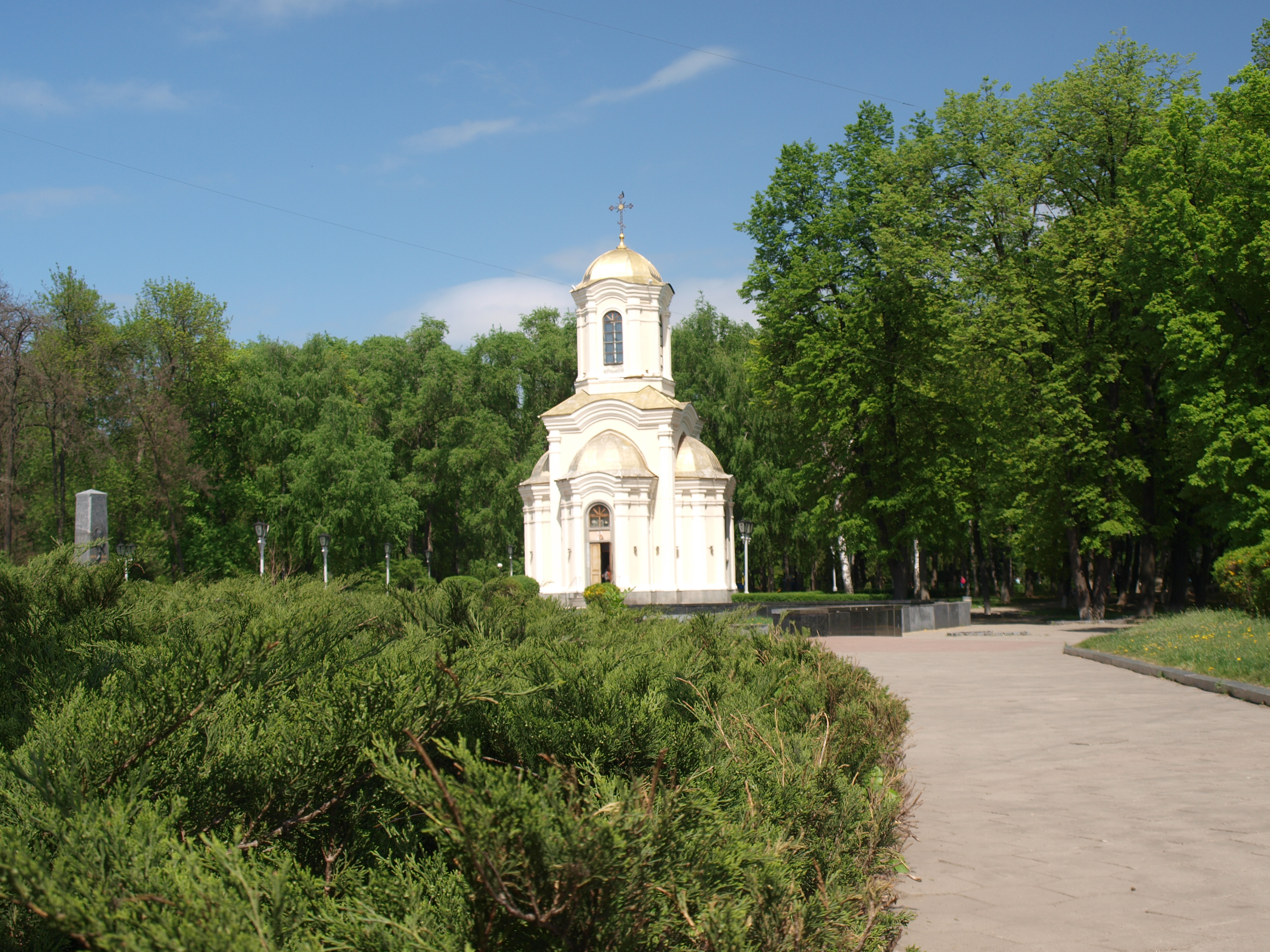
Біля каплиці та могили Котляревського
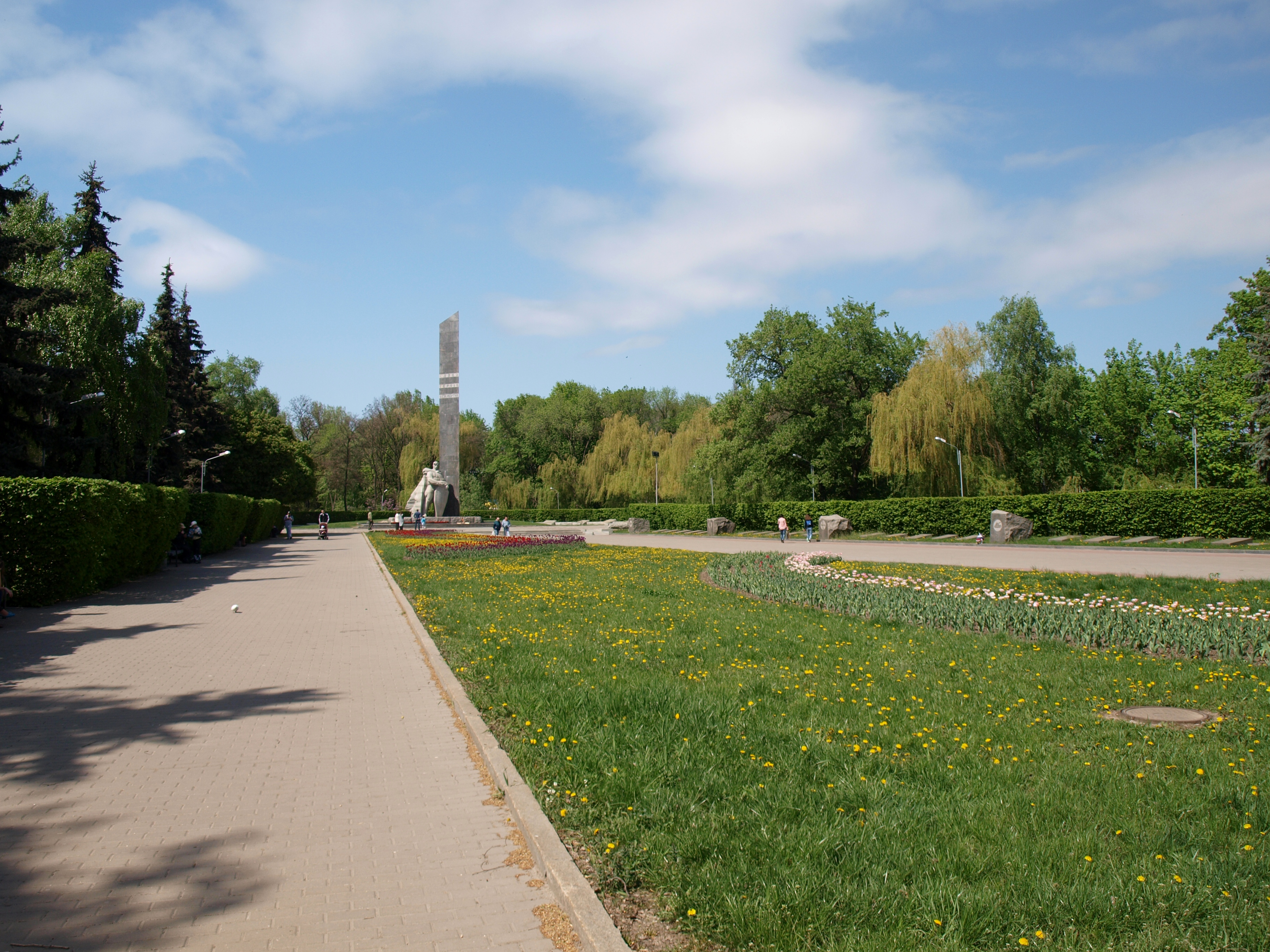
Біля меморіалу Солдатської Слави
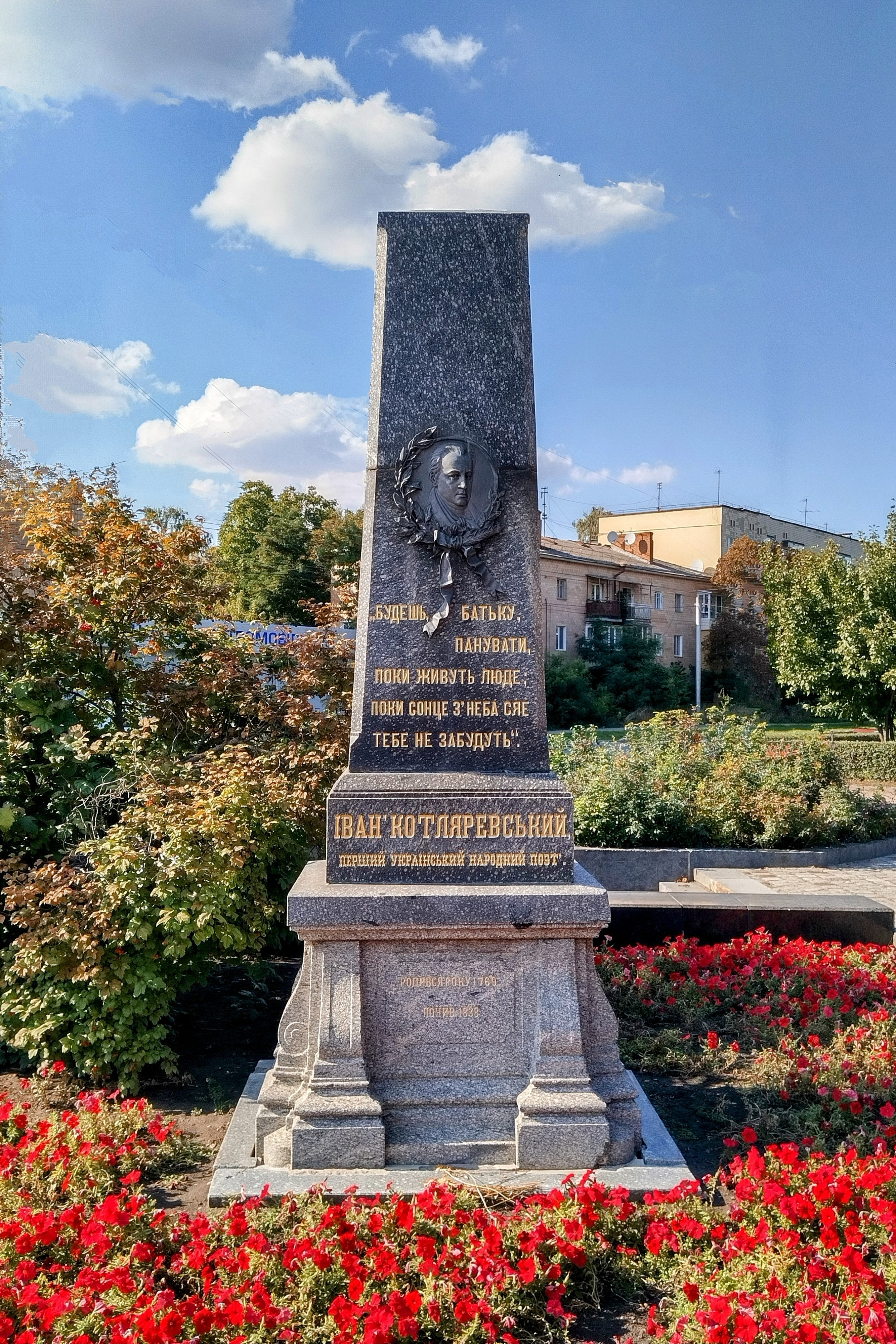
Могила І.П.Котляревського
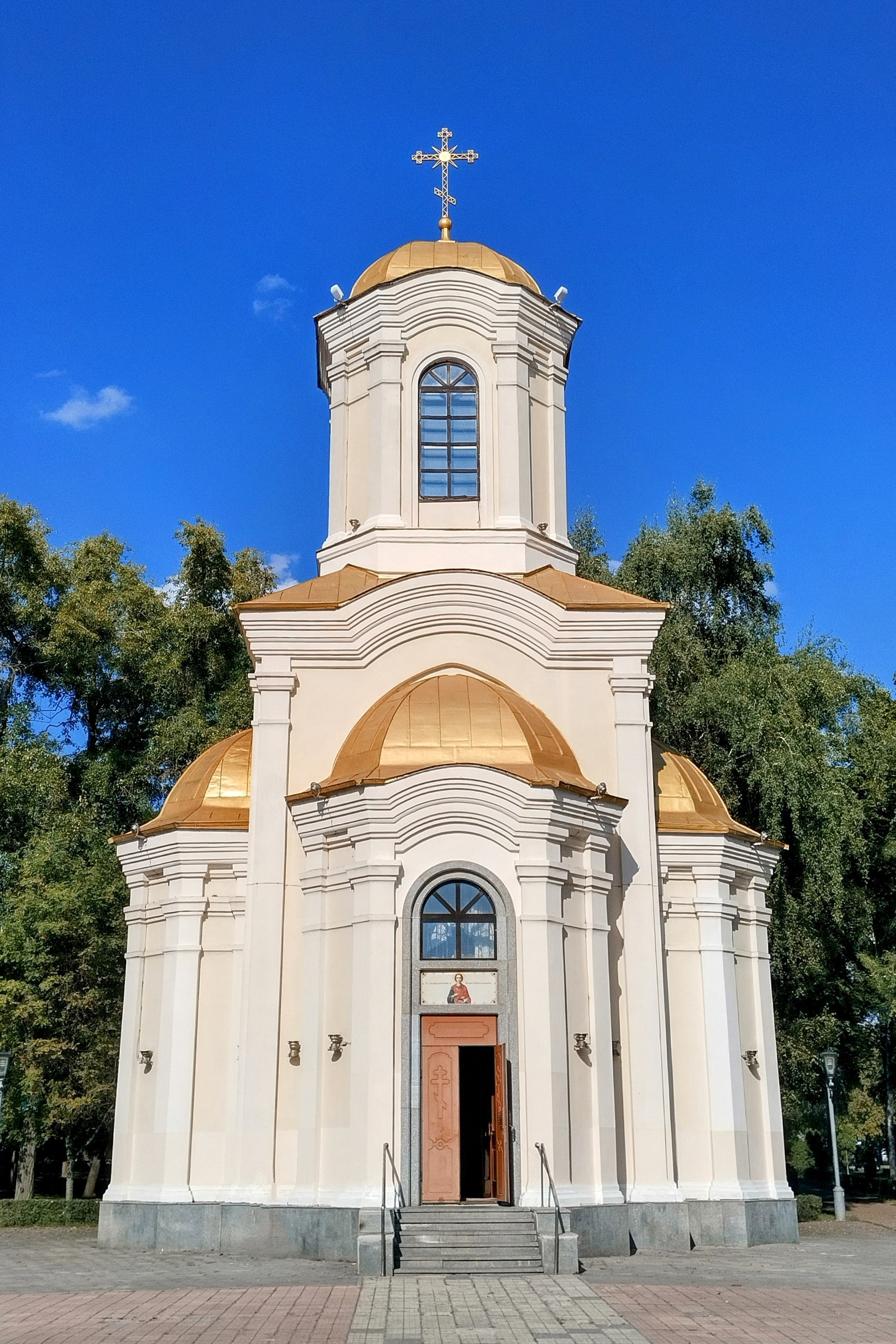
Церква Пантелеймона Цілителя